# 世良田亮

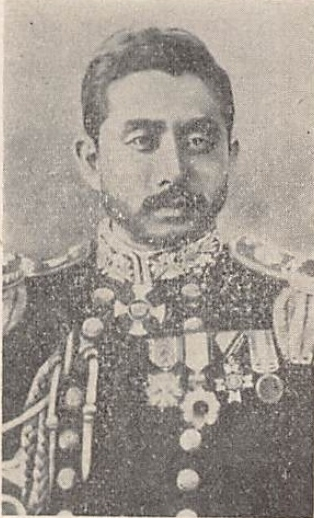

世良田 亮（せらた たすく、安政3年10月3日〈1856年10月31日〉- 明治33年〈1900年〉8月1日）は、日本の海軍軍人。アナポリス海軍兵学校 1881年次卒業。最終階級は海軍少将。
海軍省主事、海軍省軍務局軍事課長、戦艦「富士」艦長、戦艦「三笠」回航委員長などの要職を歴任したが、現役の海軍少将のまま、満43歳の若さで病死した。

## 生涯
※ 本節の出典は、特記ない限り、秦 2005, p. 222, 第1部 主要陸海軍人の履歴：海軍：世良田亮。
信濃国・上田藩の上田城下に出生。父は、上田藩士で弓術師範を務めた山本義隆。幼名は山本源之丞で、廃藩の際に本姓に復し、世良田亮と名乗った。
世良田は神童の評判が高く、9歳の時から上田藩の藩校に学んだ。
明治5年9月、海軍兵学寮に入校。明治7年、台湾出兵に参戦。明治8年6月、アメリカへの留学を命じられて渡米。
明治10年9月、アナポリス海軍兵学校に入校。世良田はアナポリスで好成績を修め、砲術科主任教官を務めていたアルフレッド・セイヤー・マハンから恩顧を受けた。明治14年6月、同校を卒業（1881年次卒業）。卒業席次は14位／72名であった。
明治14年8月に帰国し、明治14年9月17日に大日本帝国海軍の海軍中尉に任官し、東海鎮守府附。明治15年3月、「扶桑」乗組。
明治15年8月、海軍大尉に進級。明治15年12月、中艦隊司令官附。明治16年9月、海軍省軍務局。明治17年2月、海軍省軍事部。明治19年3月、参謀本部海軍部第3局第2課長。明治20年5月、清国公使館附武官。
明治20年10月、海軍少佐に進級。明治23年8月、帰朝。明治23年8月、海軍参謀部出仕。明治24年6月、「葛城」副長。明治25年8月、「満珠」艦長。明治26年5月、「天龍」艦長。
明治26年12月、海軍大佐に進級。明治27年、日清戦争に参戦。明治28年2月の威海衛の戦いでは、清国の戦艦「鎮遠」を鹵獲する等の武功を挙げた。明治28年7月、「大和」艦長。明治28年9月、「金剛」艦長。明治29年11月、海軍省主事。明治31年4月、兼 海軍省軍務局軍事課長。明治31年12月、海軍省軍務局軍事課長（専任）。明治32年6月、戦艦「富士」艦長。明治33年5月、戦艦「三笠」回航委員長。
明治33年5月、海軍少将に進級すると同時に呉鎮守府艦隊司令官。明治33年6月、佐世保鎮守府参謀長。明治33年7月、病により待命。明治33年8月1日、現役の海軍少将のまま病により死去（満43歳没）。墓所は青山霊園。

## 人物像

### 武人たる神学者
瓜生外吉（男爵、海軍大将）は、「明治8年のアメリカ留学」「明治10年のアナポリス海軍兵学校入校」「明治14年の同校卒業」の同期生にして親友。二人とも敬虔なクリスチャン（長老派教会）であった。
世良田は「武人たる神学者」と呼ばれたほどの篤い信仰と学識を持ち、日本基督教会伝道局長を務めた。

### 「日本最初の女子留学生」との縁
日本最初の女子留学生として知られる、大山捨松（旧姓：山川）・瓜生繁子（旧姓：永井）・津田梅子の3人とは、アメリカ留学時代に知り合っていた（瓜生外吉と永井繁子は、アメリカで恋仲となり、帰国後に結婚して相思相愛の夫婦となった。詳細は「瓜生繁子」を参照）。
世良田がアナポリスを卒業して帰国した後の明治16年に、世良田と津田梅子との縁談が持ち上がったが、実らなかった。

### 信仰を共にした、妻・世良田能布
明治20年（1887年）4月20日、世良田は、菅野能布（「菅野のぶ」とも表記）との結婚願を海軍大臣に提出している。
世良田の妻となった能布は、士族 菅野善政（明治維新後は宮内省官吏、敬虔なクリスチャン）の娘で、慶応3年2月16日〈1867年3月21日〉生。
能布は、女子学院（現：女子学院中学校・高等学校）に学び、アメリカに留学した人。そして父や夫（世良田）と同様に敬虔なクリスチャンであり、世良田との間に5男1女を儲け、明治33年（1900年）に世良田が死去した後は亡夫の故郷である上田に住み、同地の教会に通いつつ子供を育て上げた（大正10年〈1921年〉現在）。

### 瓜生外吉の弔辞
世良田が満43歳の若さで病死した際、葬儀において瓜生外吉は
「氏が海軍中に頭角を表はし、今東洋の風雲穏かならざるの時に方つて此の良将を失ふ云々」
と弔辞を述べたｔ

## 栄典
位階
- 1889年（明治22年）11月15日 - 従六位[21]
- 1894年（明治27年）2月28日 - 正六位[22]
- 1896年（明治29年）2月10日 - 従五位[23]
- 1900年（明治33年）7月31日 - 正五位[24]

勲章等
- 1894年（明治27年）5月29日 - 勲六等瑞宝章[25]
- 1895年（明治28年）
  - 9月27日 - 単光旭日章・功四級金鵄勲章[26]
  - 11月18日 - 明治二十七八年従軍記章[27]
- 1896年（明治29年）5月26日 - 勲五等瑞宝章[28]

外国勲章佩用允許
- 1896年（明治29年）3月16日 - イタリア王国：王冠第三等勲章[29]